# Wahlkreis Bari (Senato della Repubblica)
Der Wahlkreis Bari war von 1948 bis 1993 und ist seit 2017 wieder ein Wahlkreis (italienisch collegio elettorale) für die Wahl des Senats.

## Von 1948 bis 1993

### Wahlkreisgebiet
Der Wahlkreis umfasste die Gemeinde Bari (ohne die Ortsteile Carbonara, Ceglie, Loseto, Palese-Macchie, Santo Spirito und Torre a Mare, die zum Wahlkreis Bitonto gehörten).

### Wahlergebnisse

#### Parlamentswahl 1948
| Kandidaten               | Kandidaten               | Parteien                      | Stimmen | %    |
| ------------------------ | ------------------------ | ----------------------------- | ------- | ---- |
|                          | Renato Angiolillogewählt | Unabh.                        | 45.732  | 51,4 |
|                          | Giuseppe Papalia         | Fronte Democratico Popolare   | 22.248  | 25,0 |
|                          | Luigi Insabato           | Partito Nazionale Monarchico  | 11.290  | 12,7 |
|                          | Vittorio Malcangi        | Partito Repubblicano Italiano | 5.762   | 6,5  |
|                          | Ariberto Limongelli      | Unità Socialista              | 3.912   | 4,4  |
| Gesamt                   | Gesamt                   | Gesamt                        | 88.944  | 100  |
|                          |                          |                               |         |      |
| Ungültige Stimmen        | Ungültige Stimmen        | Ungültige Stimmen             | 4.211   | 4,5  |
| Wähler                   | Wähler                   | Wähler                        | 93.155  | 91,2 |
| Wahlberechtigte          | Wahlberechtigte          | Wahlberechtigte               | 102.102 |      |
|                          |                          |                               |         |      |
| Quelle: Innenministerium |                          |                               |         |      |

#### Parlamentswahl 1953
| Kandidaten               | Kandidaten                | Parteien                       | Stimmen | %    |
| ------------------------ | ------------------------- | ------------------------------ | ------- | ---- |
|                          | Araldo Crollalanzagewählt | Movimento Sociale Italiano     | 26.959  | 26,8 |
|                          | Leonardo Azzarita         | Democrazia Cristiana           | 23.767  | 23,6 |
|                          | Mauro Gargano             | Partito Comunista Italiano     | 16.337  | 16,2 |
|                          | Giuseppe Papaliagewählt   | Partito Socialista Italiano    | 14.976  | 14,9 |
|                          | Enrico Girone             | Partito Nazionale Monarchico   | 13.441  | 13,4 |
|                          | Raffaele La Volpe         | Partito Liberale Italiano      | 3.334   | 3,3  |
|                          | Giuseppe Bartolo          | PSDI – PRI                     | 1.574   | 1,6  |
|                          | Federico Giardina         | Alleanza Democratica Nazionale | 255     | 0,3  |
| Gesamt                   | Gesamt                    | Gesamt                         | 100.643 | 100  |
|                          |                           |                                |         |      |
| Ungültige Stimmen        | Ungültige Stimmen         | Ungültige Stimmen              | 4.456   | 4,2  |
| Wähler                   | Wähler                    | Wähler                         | 105.099 | 93,4 |
| Wahlberechtigte          | Wahlberechtigte           | Wahlberechtigte                | 112.505 |      |
|                          |                           |                                |         |      |
| Quelle: Innenministerium |                           |                                |         |      |

#### Parlamentswahl 1958
| Kandidaten               | Kandidaten                | Parteien                                | Stimmen | %    |
| ------------------------ | ------------------------- | --------------------------------------- | ------- | ---- |
|                          | Andrea Benagiano          | Democrazia Cristiana                    | 34.077  | 29,1 |
|                          | Araldo Crollalanzagewählt | Movimento Sociale Italiano              | 25.621  | 21,9 |
|                          | Giuseppe Papaliagewählt   | Partito Socialista Italiano             | 22.290  | 19,0 |
|                          | Renato Scionti            | Partito Comunista Italiano              | 20.600  | 17,6 |
|                          | Francesco Chieco          | Partito Nazionale Monarchico            | 8.493   | 7,3  |
|                          | Eugenio Laricchiuta       | Partito Socialista Democratico Italiano | 1.761   | 1,5  |
|                          | Isidoro Pirelli           | Partito Monarchico Popolare             | 1.612   | 1,4  |
|                          | Giuseppe Ambrosini        | Partito Liberale Italiano               | 1.324   | 1,1  |
|                          | Armando Regina            | PRI – PR                                | 1.244   | 1,1  |
| Gesamt                   | Gesamt                    | Gesamt                                  | 117.022 | 100  |
|                          |                           |                                         |         |      |
| Ungültige Stimmen        | Ungültige Stimmen         | Ungültige Stimmen                       | 4.633   | 3,8  |
| Wähler                   | Wähler                    | Wähler                                  | 121.655 | 95,2 |
| Wahlberechtigte          | Wahlberechtigte           | Wahlberechtigte                         | 127.784 |      |
|                          |                           |                                         |         |      |
| Quelle: Innenministerium |                           |                                         |         |      |

#### Parlamentswahl 1963
| Kandidaten               | Kandidaten            | Parteien                                | Stimmen | %    |
| ------------------------ | --------------------- | --------------------------------------- | ------- | ---- |
|                          | V. Cassano            | Democrazia Cristiana                    | 43.219  | 34,0 |
|                          | A. Crollalanzagewählt | Movimento Sociale Italiano              | 28.218  | 22,2 |
|                          | C. Francavilla        | Partito Comunista Italiano              | 22.608  | 17,8 |
|                          | G. Papaliagewählt     | Partito Socialista Italiano             | 20.012  | 15,7 |
|                          | V. Sorino             | Partito Socialista Democratico Italiano | 5.556   | 4,4  |
|                          | A. Amendola           | Partito Liberale Italiano               | 5.040   | 4,0  |
|                          | M. Cifarelli          | Partito Repubblicano Italiano           | 2.113   | 1,7  |
|                          | T. Loschiavo          | Concentrazione di Unità Rurale          | 298     | 0,2  |
| Gesamt                   | Gesamt                | Gesamt                                  | 127.064 | 100  |
|                          |                       |                                         |         |      |
| Ungültige Stimmen        | Ungültige Stimmen     | Ungültige Stimmen                       | 5.254   | 4,0  |
| Wähler                   | Wähler                | Wähler                                  | 132.318 | 93,5 |
| Wahlberechtigte          | Wahlberechtigte       | Wahlberechtigte                         | 141.542 |      |
|                          |                       |                                         |         |      |
| Quelle: Innenministerium |                       |                                         |         |      |

#### Parlamentswahl 1968
| Kandidaten               | Kandidaten            | Parteien                                         | Stimmen | %    |
| ------------------------ | --------------------- | ------------------------------------------------ | ------- | ---- |
|                          | V. Mitolo             | Democrazia Cristiana                             | 47.110  | 33,5 |
|                          | F. Canfora            | PCI – PSIUP                                      | 29.161  | 20,8 |
|                          | S. Formicagewählt     | Partito Socialista Unificato (PSI – PSDI)        | 25.936  | 18,5 |
|                          | A. Crollalanzagewählt | Movimento Sociale Italiano                       | 25.017  | 17,8 |
|                          | V. Buonomo            | Partito Liberale Italiano                        | 8.946   | 6,4  |
|                          | C. Sylos              | Partito Democratico Italiano di Unità Monarchica | 2.483   | 1,8  |
|                          | B. Cocivera           | Partito Repubblicano Italiano                    | 1.800   | 1,3  |
| Gesamt                   | Gesamt                | Gesamt                                           | 140.453 | 100  |
|                          |                       |                                                  |         |      |
| Ungültige Stimmen        | Ungültige Stimmen     | Ungültige Stimmen                                | 6.626   | 4,5  |
| Wähler                   | Wähler                | Wähler                                           | 147.079 | 94,8 |
| Wahlberechtigte          | Wahlberechtigte       | Wahlberechtigte                                  | 155.152 |      |
|                          |                       |                                                  |         |      |
| Quelle: Innenministerium |                       |                                                  |         |      |

#### Parlamentswahl 1972
| Kandidaten               | Kandidaten            | Parteien                                      | Stimmen | %    |
| ------------------------ | --------------------- | --------------------------------------------- | ------- | ---- |
|                          | L. Ambrosi            | Democrazia Cristiana                          | 48.501  | 32,0 |
|                          | A. Crollalanzagewählt | Movimento Sociale Italiano – Destra Nazionale | 35.466  | 23,4 |
|                          | R. Scionti            | PCI – PSIUP                                   | 29.781  | 19,6 |
|                          | S. Formica            | Partito Socialista Italiano                   | 20.370  | 13,4 |
|                          | M. Digiesi            | Partito Socialista Democratico Italiano       | 8.635   | 5,7  |
|                          | A. N. Siciliani       | Partito Liberale Italiano                     | 5.879   | 3,9  |
|                          | M. Dell’Aquila        | Partito Repubblicano Italiano                 | 2.950   | 1,9  |
| Gesamt                   | Gesamt                | Gesamt                                        | 151.582 | 100  |
|                          |                       |                                               |         |      |
| Ungültige Stimmen        | Ungültige Stimmen     | Ungültige Stimmen                             | 6.165   | 3,9  |
| Wähler                   | Wähler                | Wähler                                        | 157.747 | 95,1 |
| Wahlberechtigte          | Wahlberechtigte       | Wahlberechtigte                               | 165.944 |      |
|                          |                       |                                               |         |      |
| Quelle: Innenministerium |                       |                                               |         |      |

#### Parlamentswahl 1976
| Kandidaten               | Kandidaten                | Parteien                                      | Stimmen | %    |
| ------------------------ | ------------------------- | --------------------------------------------- | ------- | ---- |
|                          | Luigi Ambrosi             | Democrazia Cristiana                          | 58.422  | 36,1 |
|                          | Antonio Mari              | Partito Comunista Italiano                    | 45.965  | 28,4 |
|                          | Araldo Crollalanzagewählt | Movimento Sociale Italiano – Destra Nazionale | 25.475  | 15,7 |
|                          | Vincenzo Colonna          | Partito Socialista Italiano                   | 15.391  | 9,5  |
|                          | Michele Di Giesi          | Partito Socialista Democratico Italiano       | 7.176   | 4,4  |
|                          | Michele Calvario          | PLI – PRI                                     | 7.081   | 4,4  |
|                          | Aloidio Rendi             | Partito Radicale                              | 2.269   | 1,4  |
| Gesamt                   | Gesamt                    | Gesamt                                        | 161.779 | 100  |
|                          |                           |                                               |         |      |
| Ungültige Stimmen        | Ungültige Stimmen         | Ungültige Stimmen                             | 6.598   | 3,9  |
| Wähler                   | Wähler                    | Wähler                                        | 168.377 | 95,7 |
| Wahlberechtigte          | Wahlberechtigte           | Wahlberechtigte                               | 175.895 |      |
|                          |                           |                                               |         |      |
| Quelle: Innenministerium |                           |                                               |         |      |

#### Parlamentswahl 1979
| Kandidaten               | Kandidaten            | Parteien                                      | Stimmen | %    |
| ------------------------ | --------------------- | --------------------------------------------- | ------- | ---- |
|                          | S. Bianco             | Democrazia Cristiana                          | 57.616  | 35,7 |
|                          | V. Tanzarella         | Partito Comunista Italiano                    | 38.221  | 23,7 |
|                          | A. Crollalanzagewählt | Movimento Sociale Italiano – Destra Nazionale | 22.216  | 13,8 |
|                          | L. B. P. Laforgia     | Partito Socialista Italiano                   | 18.911  | 11,7 |
|                          | G. Spinelli           | Partito Socialista Democratico Italiano       | 9.912   | 6,1  |
|                          | L. Saraceni           | Partito Radicale – Nuova Sinistra Unita       | 6.030   | 3,7  |
|                          | G. Damascelli         | Partito Liberale Italiano                     | 3.908   | 2,4  |
|                          | M. Dell’Aquila        | Partito Repubblicano Italiano                 | 3.535   | 2,2  |
|                          | C. Corbo              | Costituente di Destra – Democrazia Nazionale  | 1.178   | 0,7  |
| Gesamt                   | Gesamt                | Gesamt                                        | 161.527 | 100  |
|                          |                       |                                               |         |      |
| Ungültige Stimmen        | Ungültige Stimmen     | Ungültige Stimmen                             | 8.590   | 5,0  |
| Wähler                   | Wähler                | Wähler                                        | 170.117 | 92,6 |
| Wahlberechtigte          | Wahlberechtigte       | Wahlberechtigte                               | 183.619 |      |
|                          |                       |                                               |         |      |
| Quelle: Innenministerium |                       |                                               |         |      |

#### Parlamentswahl 1983
| Kandidaten               | Kandidaten                      | Parteien                                      | Stimmen | %    |
| ------------------------ | ------------------------------- | --------------------------------------------- | ------- | ---- |
|                          | Vito Lattanzio                  | Democrazia Cristiana                          | 38.857  | 24,3 |
|                          | Maria Immacolata Barbarossa     | Partito Comunista Italiano                    | 35.103  | 21,9 |
|                          | Araldo Crollalanzagewählt       | Movimento Sociale Italiano – Destra Nazionale | 26.082  | 16,3 |
|                          | Rino Formica                    | Partito Socialista Italiano                   | 24.631  | 15,4 |
|                          | Michele Digiesi                 | Partito Socialista Democratico Italiano       | 13.406  | 8,4  |
|                          | Francesco Paolo Russi           | Partito Repubblicano Italiano                 | 6.777   | 4,2  |
|                          | Michele Guglielmo Crispo        | Partito Nazionale Pensionati                  | 6.545   | 4,1  |
|                          | Francesco Sorrentino            | Partito Liberale Italiano                     | 4.575   | 2,9  |
|                          | Francesco Paolo Salvatore Manzi | Partito Radicale                              | 4.026   | 2,5  |
| Gesamt                   | Gesamt                          | Gesamt                                        | 160.002 | 100  |
|                          |                                 |                                               |         |      |
| Ungültige Stimmen        | Ungültige Stimmen               | Ungültige Stimmen                             | 13.129  | 7,6  |
| Wähler                   | Wähler                          | Wähler                                        | 173.131 | 90,4 |
| Wahlberechtigte          | Wahlberechtigte                 | Wahlberechtigte                               | 191.450 |      |
|                          |                                 |                                               |         |      |
| Quelle: Innenministerium |                                 |                                               |         |      |

#### Parlamentswahl 1987
| Kandidaten               | Kandidaten          | Parteien                                      | Stimmen | %    |
| ------------------------ | ------------------- | --------------------------------------------- | ------- | ---- |
|                          | E. N. Dalfino       | Democrazia Cristiana                          | 49.458  | 30,9 |
|                          | G. Vacca            | Partito Comunista Italiano                    | 30.299  | 18,9 |
|                          | F. De Lucia         | Partito Socialista Italiano                   | 28.875  | 18,0 |
|                          | F. E. Silvestri     | Movimento Sociale Italiano – Destra Nazionale | 19.046  | 11,9 |
|                          | A. Pugliese         | Partito Socialista Democratico Italiano       | 9.733   | 6,1  |
|                          | A. Piotkin          | Partito Radicale                              | 6.248   | 3,9  |
|                          | M. Rinaldi Amendola | Partito Repubblicano Italiano                 | 5.316   | 3,3  |
|                          | G. F. Mattioli      | Lista Verde                                   | 4.709   | 2,9  |
|                          | P. Ragone           | Partito Liberale Italiano                     | 3.439   | 2,1  |
|                          | M. Tauro            | Democrazia Proletaria                         | 1.572   | 1,0  |
|                          | F. S. Vanalesti     | Liga Veneta – Pensionati Uniti                | 1.318   | 0,8  |
|                          | C. Santoro          | Alleanza Popolare Pensionati                  | 239     | 0,1  |
| Gesamt                   | Gesamt              | Gesamt                                        | 160.252 | 100  |
|                          |                     |                                               |         |      |
| Ungültige Stimmen        | Ungültige Stimmen   | Ungültige Stimmen                             | 11.279  | 6,6  |
| Wähler                   | Wähler              | Wähler                                        | 171.531 | 88,0 |
| Wahlberechtigte          | Wahlberechtigte     | Wahlberechtigte                               | 194.829 |      |
|                          |                     |                                               |         |      |
| Quelle: Innenministerium |                     |                                               |         |      |

#### Parlamentswahl 1992
| Kandidaten               | Kandidaten                  | Parteien                                      | Stimmen | %    |
| ------------------------ | --------------------------- | --------------------------------------------- | ------- | ---- |
|                          | Luigi Ferrara Mirenzi       | Democrazia Cristiana                          | 39.069  | 25,0 |
|                          | Maria Fida Moro             | Partito Socialista Italiano                   | 24.035  | 15,4 |
|                          | Michele Cassano             | Movimento Sociale Italiano – Destra Nazionale | 22.389  | 14,3 |
|                          | Adriana Ceci                | Partito Democratico della Sinistra            | 16.037  | 10,2 |
|                          | Domenico Magistro           | Partito Socialista Democratico Italiano       | 15.519  | 9,9  |
|                          | Simeone Di Cagno Abbrescia  | Partito Repubblicano Italiano                 | 10.735  | 6,9  |
|                          | Luciano Canfora             | Partito della Rifondazione Comunista          | 8.752   | 5,6  |
|                          | Paolo Emilio Degli Espinosa | Federazione dei Verdi                         | 7.904   | 5,0  |
|                          | Carla Sepe                  | Sì Referendum                                 | 5.023   | 3,2  |
|                          | Giulio Volpetti             | Partito Liberale Italiano                     | 4.848   | 3,1  |
|                          | Pasquale Vitti              | Lega d’Azione Meridionale                     | 962     | 0,6  |
|                          | Francesco Saverio Vanalesti | Federalismo – Pensionati Uomini Vivi          | 638     | 0,4  |
|                          | Cataldo Santoro             | Lega Nord                                     | 610     | 0,4  |
| Gesamt                   | Gesamt                      | Gesamt                                        | 156.521 | 100  |
|                          |                             |                                               |         |      |
| Ungültige Stimmen        | Ungültige Stimmen           | Ungültige Stimmen                             | 14.732  | 8,6  |
| Wähler                   | Wähler                      | Wähler                                        | 171.253 | 86,2 |
| Wahlberechtigte          | Wahlberechtigte             | Wahlberechtigte                               | 198.669 |      |
|                          |                             |                                               |         |      |
| Quelle: Innenministerium |                             |                                               |         |      |

## Von 1993 bis 2005
- Wahlkreis Bari-Mitte
- Wahlkreis Bari – Bitonto

## Von 2017 bis 2020

### Wahlkreisgebiet
Der Wahlkreis umfasste 9 Gemeinden: Bari, Bitonto, Bitritto, Capurso, Modugno, Noicattaro, Sannicandro di Bari, Triggiano und Valenzano.

### Wahlergebnisse

#### Parlamentswahl 2018
| Kandidaten               | Kandidaten                 | Stimmen | %    | Listen                               | Stimmen | %    |
| ------------------------ | -------------------------- | ------- | ---- | ------------------------------------ | ------- | ---- |
|                          | Gianmauro Dell’Oliogewählt | 121.706 | 46,5 | Movimento 5 Stelle                   | 121.706 | 46,5 |
|                          | Filippo Melchiorre         | 77.135  | 29,5 | Forza Italia                         | 49.456  | 18,9 |
| Lega                     | Filippo Melchiorre         | 77.135  | 29,5 | 14.075                               | 5,4     |      |
| Fratelli d’Italia        | Filippo Melchiorre         | 77.135  | 29,5 | 9.988                                | 3,8     |      |
| Noi con l’Italia – UDC   | Filippo Melchiorre         | 77.135  | 29,5 | 3.616                                | 1,4     |      |
|                          | Salvatore Campanelli       | 44.166  | 16,9 | Partito Democratico                  | 37.036  | 14,2 |
| +Europa                  | Salvatore Campanelli       | 44.166  | 16,9 | 4.672                                | 1,8     |      |
| Italia Europa Insieme    | Salvatore Campanelli       | 44.166  | 16,9 | 1.627                                | 0,6     |      |
| Civica Popolare          | Salvatore Campanelli       | 44.166  | 16,9 | 831                                  | 0,3     |      |
|                          | Andrea Azzone              | 10.495  | 4,0  | Liberi e Uguali                      | 10.495  | 4,0  |
|                          | Michele Bellomo            | 2.323   | 0,9  | Potere al Popolo!                    | 2.323   | 0,9  |
|                          | Antonio Mitolo             | 1.588   | 0,6  | CasaPound Italia                     | 1.588   | 0,6  |
|                          | Giuseppe Mariani           | 1.572   | 0,6  | Il Popolo della Famiglia             | 1.572   | 0,6  |
|                          | Angelo Maglione            | 1.321   | 0,5  | Italia agli Italiani (FT – FN)       | 1.321   | 0,5  |
|                          | Sabina Degni               | 809     | 0,3  | Partito Comunista                    | 809     | 0,3  |
|                          | Vito Leonardo Calabrese    | 301     | 0,1  | Partito Repubblicano Italiano – ALA  | 301     | 0,1  |
|                          | Giuseppina Renzulli        | 231     | 0,1  | Lista del Popolo per la Costituzione | 231     | 0,1  |
| Gesamt                   | Gesamt                     | 261.647 | 100  |                                      | 261.647 | 100  |
|                          |                            |         |      |                                      |         |      |
| Ungültige Stimmen        | Ungültige Stimmen          | 7.585   | 2,8  |                                      |         |      |
| Wähler                   | Wähler                     | 269.232 | 68,9 |                                      |         |      |
| Wahlberechtigte          | Wahlberechtigte            | 390.501 |      |                                      |         |      |
|                          |                            |         |      |                                      |         |      |
| Quelle: Innenministerium |                            |         |      |                                      |         |      |

## Seit 2020
| Wahlkreise – Senato della Repubblica – Apulien | Wahlkreise – Senato della Repubblica – Apulien | Wahlkreise – Senato della Repubblica – Apulien |
| Provinz                                        | Provinz                                        | Gemeinden nach Provinzen ⮞ Wahlkreis           |
| ---------------------------------------------- | ---------------------------------------------- | ---------------------------------------------- |
|                                                | Metropolitanstadt Bari (41 Gemeinden)          | 26 ⮞ Wahlkreis Bari 15 ⮞ Wahlkreis Andria      |
|                                                | Provinz Barletta-Andria-Trani (10 Gemeinden)   | 8 ⮞ Wahlkreis Andria 2 ⮞ Wahlkreis Foggia      |
|                                                | Provinz Brindisi (20 Gemeinden)                | alle ⮞ Wahlkreis Tarent                        |
|                                                | Provinz Foggia (61 Gemeinden)                  | alle ⮞ Wahlkreis Foggia                        |
|                                                | Provinz Lecce (96 Gemeinden)                   | alle ⮞ Wahlkreis Lecce                         |
|                                                | Provinz Tarent (29 Gemeinden)                  | 28 ⮞ Wahlkreis Tarent 1 ⮞ Wahlkreis Andria     |

### Wahlkreisgebiet
Der Wahlkreis umfasst 26 Gemeinden: Adelfia, Bari, Binetto, Bitetto, Bitonto, Bitritto, Capurso, Casamassima, Cellamare, Conversano, Corato, Giovinazzo, Modugno, Mola di Bari, Molfetta, Monopoli, Noicattaro, Palo del Colle, Polignano a Mare, Rutigliano, Ruvo di Puglia, Sannicandro di Bari, Terlizzi, Triggiano, Turi und Valenzano.

### Wahlergebnisse

#### Parlamentswahl 2022
| Kandidaten                          | Kandidaten                | Stimmen | %    | Listen                                                  | Stimmen | %    |
| ----------------------------------- | ------------------------- | ------- | ---- | ------------------------------------------------------- | ------- | ---- |
|                                     | Filippo Melchiorregewählt | 160.410 | 38,6 | Fratelli d’Italia                                       | 99.933  | 24,0 |
| Forza Italia                        | Filippo Melchiorregewählt | 160.410 | 38,6 | 40.351                                                  | 9,7     |      |
| Lega per Salvini Premier            | Filippo Melchiorregewählt | 160.410 | 38,6 | 17.547                                                  | 4,2     |      |
| Noi Moderati                        | Filippo Melchiorregewählt | 160.410 | 38,6 | 2.579                                                   | 0,6     |      |
|                                     | Maria La Ghezza           | 117.668 | 28,3 | Movimento 5 Stelle                                      | 117.668 | 28,3 |
|                                     | Michele Nitti             | 97.734  | 23,5 | Partito Democratico – Italia Democratica e Progressista | 71.927  | 17,3 |
| Alleanza Verdi e Sinistra           | Michele Nitti             | 97.734  | 23,5 | 13.881                                                  | 3,3     |      |
| +Europa                             | Michele Nitti             | 97.734  | 23,5 | 8.743                                                   | 2,1     |      |
| Impegno Civico – Centro Democratico | Michele Nitti             | 97.734  | 23,5 | 3.183                                                   | 0,8     |      |
|                                     | Nunzia Cinone             | 22.417  | 5,4  | Azione – Italia Viva                                    | 22.417  | 5,4  |
|                                     | Patrizia Carlucci         | 4.648   | 1,1  | Unione Popolare                                         | 4.648   | 1,1  |
|                                     | Camilla Campanella        | 4.499   | 1,1  | Italexit per l’Italia                                   | 4.499   | 1,1  |
|                                     | Nicola Signorile          | 3.323   | 0,8  | Italia Sovrana e Popolare                               | 3.323   | 0,8  |
|                                     | Donata Alberto            | 1.652   | 0,4  | Partito Comunista Italiano                              | 1.652   | 0,4  |
|                                     | Carlo Zeuli               | 1.327   | 0,3  | Vita                                                    | 1.327   | 0,3  |
|                                     | Lucia Partipilo           | 1.088   | 0,3  | Sud chiama Nord                                         | 1.088   | 0,3  |
|                                     | Biagio Cantatore          | 948     | 0,2  | Alternativa per l’Italia (PdF – Exit)                   | 948     | 0,2  |
| Gesamt                              | Gesamt                    | 415.714 | 100  |                                                         | 415.714 | 100  |
|                                     |                           |         |      |                                                         |         |      |
| Ungültige Stimmen                   | Ungültige Stimmen         | 16.707  | 3,9  |                                                         |         |      |
| Wähler                              | Wähler                    | 432.421 | 57,6 |                                                         |         |      |
| Wahlberechtigte                     | Wahlberechtigte           | 750.216 |      |                                                         |         |      |
|                                     |                           |         |      |                                                         |         |      |
| Quelle: Innenministerium            |                           |         |      |                                                         |         |      |